# Isabel Karajan
Isabel Karajan (* 25. Juni 1960 in Wien) ist eine österreichische Schauspielerin und Springreiterin. Sie ist die Tochter von Herbert von Karajan und Eliette von Karajan sowie die ältere Schwester der Musikerin Arabel Karajan.

## Leben
Isabel Karajan studierte nach der Matura Schauspiel in Wien und in Paris. Sie erhielt ihre ersten Engagements an den Schauspielhäusern in Zürich und Stuttgart, am Thalia Theater Hamburg, am Theater Der Kreis in Wien und am Théâtre National de la Colline. In den Jahren von 1995 bis 1998 spielte Isabel Karajan die Guten Werke im Jedermann bei den Salzburger Festspielen. Unter anderem war sie in Avignon und Adelaide/Australien sowie am Teatro Colón in Buenos Aires, am Schauspielhaus Stuttgart, an den Münchner Kammerspielen und an der Schaubühne Berlin zu sehen. 2000 trat sie in „Jeanne d'Arc au bûcher“ von Arthur Honegger beim Saito-Kinen Festival in Japan auf. Sie arbeitete unter anderem mit den Regisseuren Jorge Lavelli, Jürgen Flimm, Jürgen Gosch, Thomas Langhoff, Klaus Michael Grüber, Nils Peter Rudolph, George Tabori.
Seit einigen Jahren entwickelt Isabel Karajan mit Regisseuren wie Klaus Ortner, Jorge Lavelli, Julian Pölsler und Christina Pfrötschner Projekte für Musiktheater-Aufführungen mit Soloinstrumenten, Kammermusik oder großem Orchester. Bei den Schostakowitsch-Tagen in Gohrisch, den Osterfestspielen Salzburg, dem Diaghilev Festival von Currentzis in Perm, dem Soli Deo Gloria Festival in Goslar sowie beim Kfar Blum Festival in Israel präsentierte sie „Frl. Tod trifft Herrn Schostakowitsch“, eine szenische Collage über die Angst mit Kammermusik von Schostakowitsch und Texten seiner Zeitgenossen. Mit Mitgliedern der Berliner Philharmoniker und der Bamberger Symphoniker stand sie in Strawinskys „Die Geschichte vom Soldaten“ auf der Bühne und spielte zusätzlich „Eight Songs for a Mad King“ von Peter Maxwell Davies. Beim Saito-Kinen Festival in Japan trat sie als „Jeanne d`Arc au bûcher“ von Arthur Honegger auf. 2015 entstand unter der Regie von Julian Pölsler „Die Feuerprobe“ mit Gedichten von Christine Lavant und Op. 40 von Schostakowitsch. Des Weiteren kreierte Isabel Karajan in Zusammenarbeit mit der Regisseurin Christina Pfrötschner eine Wort-Musik-Collage zum Sommernachtstraum. 2016 war Isabel Karajan in Bernsteins „Candide“ mit den Hamburger Symphonikern unter dem Dirigat von Jeffrey Tate zu sehen. Es folgte 2017 Edgar A. Poes „Die Maske des Roten Todes“ beim Swiss Alp Classic Festival in Andermatt mit Clemens Hellsberg und Mitgliedern der Wiener Philharmoniker. Im Sommer 2018 trat sie mit dem Komponisten Beat Furrer bei den Salzburger Festspielen mit einer Interpretation des „Wüstenbuch“ Fragmentes von Ingeborg Bachmann auf. Als Hauptdarstellerin war sie an der Entwicklung und erfolgreichen Uraufführung der Oper „Stillhang“ von Christian Spitzenstätter im Dezember 2018 unter der Regie von Klaus Ortner beteiligt. Shakespeares „Sommernachtstraum“ in der Fassung von F. Mendelssohn Bartholdy erzählte sie aus der Sicht einer Orchesterbratscherin gemeinsam mit der Staatskapelle Dresden und dem Dirigenten Vladimir Jurowski 2019 an drei Konzertabenden in der Semper-Oper Dresden. Zuletzt war sie im Juni 2019 wieder bei den Schostakowitsch-Tagen in Gohrisch eingeladen, um gemeinsam mit dem Dirigenten Petr Popelka und der „Kapelle 21“ (Mitglieder der Sächsischen Staatskapelle Dresden) Prokofjews „Peter und der Wolf“ in der Fassung von Loriot zu performen. Sehr zur Freude der zahlreichen Besucher jeden Alters erzählte sie die berühmte Geschichte einfach mit der Selfie-Kamera ihres iPhones.
In vielen Film- und Fernsehproduktionen, die mit Regisseuren wie Wolfgang Murnberger, Holger Barthel, Nina Companéez, Alain-Michel Blanc, Erhard Riedlsperger, Michi Riebl, Rupert Henning oder Patricia Mazuy entstanden sind, ist sie zu sehen.

## Pferdesport
2016 wurde Isabel Roman-Karajan auf Ratina österreichische Staatsmeisterin im Springreiten. Von Januar bis März 2017 startete sie beim Winter Equestrian Festival in Wellington (Florida) und erreichte beim CSIO4* auf Ratina 193 Rang 3.

## Eigene Musik-/Theater-Projekte
- Hennir, von Antonio Fian (Regie: Hans-Peter Horner), mit Isabel Karajan, Uraufführung Theater Nestroyhof Hamakom Wien 2009
- 8 Songs for a Mad King von Peter Maxwell Davis (Regie: Klaus Ortner) mit Isabel Karajan, Aufführungen: Rolandseck Festival 2013, Kfar Blum Festival 2014, Dresdner Kunstfest 2015
- Candide von Leonard Bernstein: Eine komische Operette in zwei Akten (Realisierung: Klaus Ortner) mit Sir Jeffrey Tate, Hamburger Symphoniker, Isabel Karajan, Aufführung: Laeiszhalle Hamburg 2016
- Die Feuerprobe, Regie: Julian Pölsler, Aufführungen: Schostakowitsch Tage Gohrisch 2015, Sprudel, Sprudel & Musik 2015, RadioKulturhaus ORF Wien 2015
- Die Geschichte vom Soldaten von Igor Strawinsky (Szenische Einrichtung: Klaus Ortner) mit Isabel Karajan, Aufführungen: Osterfestspiele Salzburg 2011, Appenzell 2015, Hamburg Laeiszhalle 2015, Bamberg 2016, Bayreuth 2016
- Fräulein Tod trifft Herrn Schostakowitsch: Eine szenische Collage (Szenische Einrichtung: Klaus Ortner) mit Isabel Karajan, Aufführungen: Schostakowitsch Tage Gohrisch 2014, Osterfestspiele Salzburg 2015, Soli Deo Gloria Festival Goslar 2016, Suntory Hall Japan 2016[11], Perm 2017, Festival von Theodor Currentzis.
- Kreutzersonaten: Musikalisch-literarische Collage über die Kreutzersonaten (Koordination: Klaus Ortner) mit Isabel Karajan, Aufführung: Rolandseck Festival 2013[12]
- Peter und der Wolf (Regie: Klaus Ortner) mit Isabel Karajan, Christian Spitzenstätter, Mozarteum-Orchester Salzburg, Aufführung: Salzburg 2016, Gohrisch bei den internationalen Schostakowitsch-Tagen 2019
- SommernachtstraumTraum, Regie: Christina Pfrötschner, Aufführungen: Wettingen 2015
- Die Maske des Roten Todes (Regie: Klaus Ortner), mit Isabel Karajan, Andermatt Swiss Chamber Ensemble, Aufführung: Andermatt Swiss Alps Classics 2017
- Das Wüstenbuch (Beat Furrer), mit Isabel Karajan, Salzburger Festspiele 2018, Schweiz 2019

- Stilhang, Oper von Christian Spitzenstätter (Regie: Klaus Ortner), mit Isabel Karajan, Uraufführung Tiroler Festspiele in Erl 2018

- Ein Sommernachtstraum, Felix Mendelssohn Bartholdy (Regie: Klaus Ortner), mit Isabel Karajan, Dirigent Vladimir Jurowski mit der Staatskapelle Dresden, Uraufführung: Semper-Oper Dresden 2019

## Filmografie (Auswahl)

### Fernsehen
- 2022 Blind ermittelt – Tod im Prater (Katharina Mückstein)
- 2017 Vier Frauen und ein Todesfall (Wolfgang Murnberger)
- 2017 SOKO Kitzbühel: Auf gute Nachbarschaft (Gerald Liegel)
- 2016 Die Toten von Salzburg (Erhard Riedlsperger)
- 2015 Tatort: Grenzfall (Rupert Henning)
- 2014 SOKO Donau: Drehschluss (Erhard Riedlsperger)
- 2011 Schnell ermittelt: Helmut Schafranek (Michael Riebl)
- 2010 Tatort: Glaube, Liebe, Tod (Michael Riebl)
- 2009 SOKO Donau: Alte Bekannte (Erhard Riedlsperger)
- 2006 Schlosshotel Orth: Neuanfänge (Jo Herrmann)
- 2003 SOKO Kitzbühel: Die Bestattung (Olaf Kreinsen)
- 2003 Julia – Eine ungewöhnliche Frau: In Vino Veritas (Holger Barthel)
- 1998 La Poursuite du vent (Nina Companéez)
- 1996 Les Faux Médicaments (Alain-Michel Blanc)
- 1995 Le retour d’Arsène Lupin: La robe de diamants

### Kino
- 2019 Wie ich lernte, bei mir selbst Kind zu sein (Rupert Henning)
- 2011 Sport de filles (Patricia Mazuy)
- 2007 Der schwarze Löwe (Wolfgang Murnberger)
- 2002 Ich gehöre dir (Holger Barthel)
- 1994 Cognacq-Jay (Laurent Heynemann)
- 1994 Ich bin den Sommer über in Berlin geblieben (Angela Schanelec)
- 1989 Achterloo IV (Friedrich Dürrenmatt)
- 1983 Le grand échiquier sur Jean Cocteau

## Diskografie
- 2012 Mozart und Zeitgenossen: Francesca Cardone / Isabel Karajan / Peter Simonischek
- 1983 Sprechrolle in Carmen, Herbert von Karajan, Berliner Philharmoniker